# John Banister (przyrodnik)
John Banister (1652 - 1692), angielski duchowny, jeden z pierwszych przyrodoznawców opisujących przyrodę Ameryki Północnej. W 1678 roku został wysłany przez biskupa Londynu Henry'ego Comptona do Wirginii.
Podczas swego pobytu w Ameryce Banister dokumentował rysunkami i wysyłał wiele okazów przyrodniczych do swego patrona, w tym pierwszą magnolię z powodzeniem zaklimatyzowaną w Europie w ogrodach biskupa Camptona w pałacu Fulham.
Prace Banistera opublikował John Ray w drugim tomie Historia Plantarum wydanym w 1688 roku.